# Peter Prager
Peter Prager (* 18. März 1952 in Leipzig) ist ein deutscher Schauspieler. Seinen schauspielerischen Durchbruch hatte er 1976 als Soldat Becker in Konrad Wolfs Mama, ich lebe. Seitdem spielte er in über 160 Film- und Fernsehproduktionen mit. Einem breiten Fernsehpublikum wurde er ab 2001 in der ARD-Krankenhausserie St. Angela als Chefarzt Prof. Dr. Peter Gerlach bekannt.

## Leben
Peter Prager entwickelte bereits während seiner Schulzeit das Interesse am Schauspiel. Er spielte im Schultheater an der EOS „Geschwister Scholl“ – dem heutigen Lilienthal-Gymnasium in Anklam – und absolvierte dort 1970 das Abitur. Nach seinem Wehrdienst, wo er in Löcknitz bei Pasewalk als Fernschreiber ausgebildet wurde, absolvierte er eine Schauspielausbildung an der Theaterhochschule Hans Otto in Leipzig, die er 1976 abschloss.
Prager ist verheiratet, hat zwei angenommene Söhne und eine leibliche Tochter. Er lebt gemeinsam mit seiner Familie in Dresden. Nach einer längeren Auszeit aufgrund zweier Schlaganfälle war Prager als Schauspieler erstmals wieder 2024 in der Folge Der doppelte Lothar der Krimireihe Nord bei Nordwest zu sehen.

### Theater
Prager spielte zunächst am Schauspielhaus Leipzig, im Anschluss am Volkstheater Rostock. Weitere Engagements führten ihn an das Landestheater Altenburg und an das Stadttheater Würzburg. Sein Repertoire reichte von der Titelrolle Johann Wolfgang von Goethes Trauerspiel Clavigo, zu dem Sultan Saladin in Gotthold Ephraim Lessings Nathan der Weise bis hin zu Tiger-Brown in Bertolt Brechts Dreigroschenoper. Von 2013 bis 2015 war er unter der Regie von Bettina Rehm in der Bühneninszenierung Paarungen am Theater am Kurfürstendamm zu sehen. Im Frühjahr 2017 übernahm Prager – ebenfalls am Theater am Kurfürstendamm – in der durch Jürgen Wölffer inszenierten Komödie Die Studentin und Monsieur Henri von Ivan Calbérac die männliche Titelrolle an der Seite von Wanda Perdelwitz.

### Film und Fernsehen
1976 gab Prager in der Hauptrolle des deutschen Soldaten Becker in Mama, ich lebe unter der Regie von Konrad Wolf sein Filmdebüt, was ihm zum Durchbruch als Filmschauspieler verhalf. Er fokussierte sich aber zunächst bis Mitte der 1980er Jahre auf seine Arbeit am Theater und nahm während dieser Zeit nur sporadisch kleinere Rollen in Film und Fernsehen an. 1988 übernahm er die Rolle des Schwarzen Jägers in dem DEFA-Märchenfilm Der Eisenhans von Karl Heinz Lotz. Im gleichen Jahr gastierte er in einer Folge der Fernsehreihe Der Staatsanwalt hat das Wort.
Im wiedervereinigten Deutschland konnte Prager nahtlos an seine Laufbahn in der DDR anknüpfen. Zwischen 1988 und 2009 hatte er zwölf Gastauftritte in der ARD-Krimireihe Polizeiruf 110. Wiederholt war er in verschiedenen Gastrollen in Fernsehserien wie In aller Freundschaft und SOKO Leipzig zu sehen. Bekannt wurde er dem gesamtdeutschen Publikum ab 2001 in der ARD-Krankenhausserie St. Angela als Chefarzt Prof. Dr. Peter Gerlach, die er bis zur Einstellung der Serie 2005 verkörperte. Von 2002 bis 2012 war er an der Seite von Charlotte Schwab in der ZDF-Krimireihe Das Duo als deren Filmehemann und Leiter der Kriminaltechnik zu sehen. Als Professor Dr. Franz Haase spielte er in der deutsch-österreichischen Arztserie Doctor’s Diary den Chefarzt und Vater der von Diana Amft dargestellten Assistenzärztin „Gretchen“. Seit 2014 ist er in der Krimireihe Nord bei Nordwest als ehemaliger Geheimagent Reimar Vogt und Vater der von Henny Reents dargestellten Kommissarin Lona Vogt zu sehen. Überdies spielte er neben Christoph Maria Herbst in mehreren Folgen der Fernsehreihe Hotel Heidelberg die Rolle des Werner Muthesius.

## Filmografie

### Kino
- 1976: Mama, ich lebe
- 1978: Eine Handvoll Hoffnung
- 1986: Wengler & Söhne
- 1988: Der Eisenhans
- 1989: Leb' wohl, Joseph
- 1990: Biologie!
- 1991: Tanz auf der Kippe
- 1991: Der Hut
- 1991: Der Tangospieler
- 1991: Zwischen Pankow und Zehlendorf
- 1992: Banale Tage
- 1992: Die Lügnerin
- 2004: Willenbrock
- 2009: Maria, ihm schmeckt’s nicht!
- 2011: Männerherzen … und die ganz ganz große Liebe
- 2012: Jesus liebt mich
- 2013: Heute bin ich blond
- 2014: Vergiss mein Ich
- 2015: Da muss Mann durch
- 2015: Macho Man
- 2018: Fünf Freunde und das Tal der Dinosaurier
- 2019: Der Fall Collini

### Fernsehen
Fernsehfilme
- 1979: Ihr Kinderlein kommet
- 1987: Csinszka
- 1998: Die Bubi-Scholz-Story
- 2004: Mit deinen Augen
- 2007: Annas Albtraum kurz nach 6
- 2008: Frau Holle
- 2009: Ein geheimnisvoller Sommer
- 2011: Der kalte Himmel (Zweiteiler)
- 2011: Schicksalsjahre (Zweiteiler)
- 2011: Das Glück ist ein Kaktus
- 2011: Schandmal – Der Tote im Berg
- 2012: Der Turm (Zweiteiler)
- 2012: Der Klügere zieht aus
- 2012: Mord in Ludwigslust
- 2012: Schleuderprogramm
- 2013: Die Spionin
- 2013: Herztöne
- 2013: Der Minister
- 2013: Einmal Leben bitte
- 2013: Das Mädchen mit dem indischen Smaragd (Zweiteiler)
- 2014: Frauen verstehen
- 2016: Die Stadt und die Macht (Sechsteiler)
- 2017: Familie mit Hindernissen
- 2018: Trauung mit Hindernissen
- 2018: Ein Sommer in Vietnam (Zweiteiler)
- 2019: Unterm Birnbaum
- 2020: Eltern mit Hindernissen
- 2020: Schönes Schlamassel
- 2021: Mona & Marie

Fernsehserien und -reihen
- 1988: Der Staatsanwalt hat das Wort: Da mach' ich nicht mit
- 1988: Polizeiruf 110: Eine unruhige Nacht (Fernsehreihe)
- 1990: Flugstaffel Meinecke (Folge Höhenflug)
- 1990: Polizeiruf 110: Tod durch elektrischen Strom
- 1991: Polizeiruf 110: Zerstörte Hoffnung
- 1998–2012: In aller Freundschaft (verschiedene Rollen, 3 Folgen)
- 2001: Polizeiruf 110: Bei Klingelzeichen Mord
- 2001–2005: St. Angela (170 Folgen)
- 2002: Polizeiruf 110: Braut in Schwarz
- 2002–2012: Das Duo (Fernsehreihe, 24 Folgen) → siehe Besetzung
- 2003: Polizeiruf 110: Die Schlacht
- 2003–2014: SOKO Leipzig (verschiedene Rollen, 5 Folgen)
- 2003: Tatort: Harte Hunde (Fernsehreihe)
- 2004: Polizeiruf 110: Das Zeichen
- 2004: Tatort: Abschaum
- 2004: Ein starkes Team: Der Verdacht (Fernsehreihe)
- 2004: Die Rettungsflieger (Folge 8x10 Todesangst)
- 2005: Stubbe – Von Fall zu Fall: Nina (Fernsehreihe)
- 2006: Polizeiruf 110: Kleine Frau
- 2006: Polizeiruf 110: Schneewittchen
- 2006: Commissario Laurenti – Gib jedem seinen eigenen Tod (Fernsehreihe)
- 2006: Unter den Linden – Das Haus Gravenhorst (13 Folgen)
- 2007: Polizeiruf 110: Gefährliches Vertrauen
- 2007: Post Mortem – Beweise sind unsterblich (Folge Familiengrab)
- 2007: Lutter: Um jeden Preis (Fernsehreihe)
- 2008: Polizeiruf 110: Verdammte Sehnsucht
- 2008–2011: Doctor’s Diary (22 Folgen)
- 2009: Polizeiruf 110: Alles Lüge
- 2009–2013: Der Landarzt (33 Folgen)
- 2010: Stubbe – Von Fall zu Fall: Gegen den Strom
- 2010: Der Staatsanwalt (Folge 4x04 Lass die Toten ruhen)
- 2010: Pfarrer Braun: Grimms Mördchen (Fernsehreihe)
- 2010: Lilly Schönauer: Liebe mit Hindernissen (Fernsehreihe)
- 2010: Inga Lindström: Prinzessin des Herzens (Fernsehreihe)
- 2011: Allein gegen die Zeit (4 Folgen)
- 2012: Unter anderen Umständen: Spiel mit dem Feuer (Fernsehreihe)
- 2013: Liebe am Fjord – Sog der Gezeiten (Fernsehreihe)
- seit 2014: Nord bei Nordwest (Fernsehreihe) → siehe Besetzung
- 2015: Blauwasserleben
- 2015: Stralsund: Es ist nie vorbei (Fernsehreihe)
- 2016: Einfach Rosa – Die zweite Chance (Fernsehreihe)
- 2016: Rosamunde Pilcher: Haustausch mit Hindernissen (Fernsehreihe)
- 2016–2019: Hotel Heidelberg (Fernsehreihe, 4 Folgen)
  - 2016: Kommen und Gehen
  - 2018: Kinder, Kinder!
  - 2018: … Vater sein dagegen sehr
  - 2019: … Wer sich ewig bindet
- 2018: Die Bergretter (Folge Sorgerecht)
- 2019: Und tot bist Du! – Ein Schwarzwaldkrimi (Folge 1, Zweiteiler)
- 2019: In aller Freundschaft – Die jungen Ärzte (Folge Vermisst)
- 2021: Waldgericht – Ein Schwarzwaldkrimi (Fernsehreihe, Zweiteiler, Folge 2)
- 2021: Marie fängt Feuer – Schattenhaft (Fernsehreihe)